# Chromis hypsilepis
Chromis hypsilepis és una espècie de peix de la família dels pomacèntrids i de l'ordre dels perciformes.

## Morfologia
Els mascles poden assolir els 16 cm de longitud total.

## Distribució geogràfica
Es troba al sud-est d'Austràlia i al nord de Nova Zelanda.